# NCIS (televisieserie)
NCIS is een misdaad-/dramareeks van CBS geproduceerd door schrijver/producent Donald Bellisario. De serie volgt een team van de Naval Criminal Investigative Service, een overheidsorganisatie die als recherche optreedt binnen de Amerikaanse marine. De serie is de best bekeken serie op internationale televisie. NCIS wordt in België uitgezonden door Play4 en Play6 en in Nederland door Net5, STAR Channel en RTL 8.
In mei 2004 verliet Bellisario de serie na een aanvaring met hoofdrolspeler Mark Harmon (Leroy Jethro Gibbs). Hij blijft aan de serie verbonden als uitvoerend producent. Coproducenten Shane Brennan, Mike Horrowitz en Chas. Floyd Johnson zijn vanaf dat moment eveneens uitvoerend producent.
De personages werden geïntroduceerd in aflevering 20 en 21 van het achtste seizoen van de televisieserie JAG (Judge Advocate General): Ice Queen en Meltdown.

## Verhaal
De serie gaat over een Major Case Response Team (MCRT) van de Naval Criminal Investigative Service (NCIS). Zij worden geleid door een directeur, die op zijn beurt weer onder bevel staat van de Secretary of the Navy ("SecNav", hoofd van het Department of the Navy). Hun doel is onderzoek te doen naar alle misdaden die verband houden met de marine. Dit kan variëren van moord op een marinier tot spionage op militair domein, van drugsdealen tot verkrachting. Ze hanteren hierbij een eigen, soms onorthodoxe, manier.
In tegenstelling tot de bekende serie CSI: Crime Scene Investigation focust deze serie zich minder op de zaken, of de forensische bewijzen, die wel in de serie naar voren komen, maar hoofdzakelijk op de mensen. Gevolg hiervan is dat zaken, verdachten en slachtoffers minder diepgang wordt gegeven. Elk seizoen zijn er meerdere hoofdlijnen die gedurende meerdere afleveringen/het gehele seizoen worden uitgediept, daarnaast zijn er afleveringen die dieper ingaan op de achtergrond van hoofdpersonen en uitzendingen die losse zaken behandelen. De serie heeft een bijzondere stijl van humor en cinematografie (met onder andere zwart-witbeelden).

## Rolverdeling

### Hoofdrolspelers

#### Leroy Jethro Gibbs (Mark Harmon)

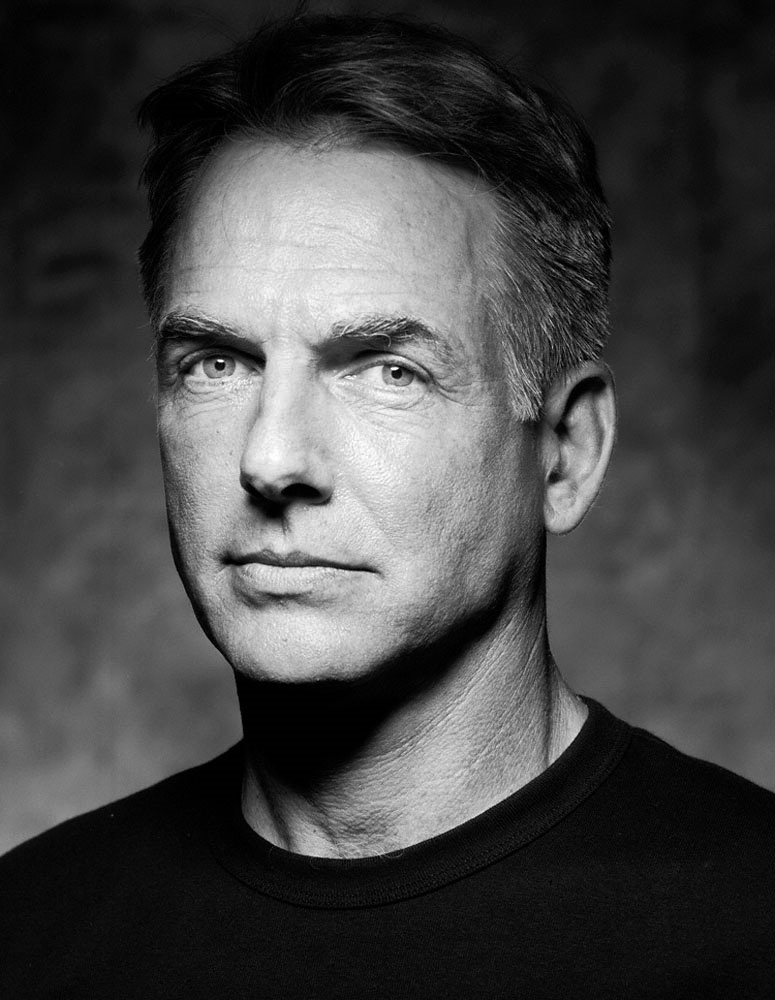
Mark Harmon

Was de leider van het team. Hij moet niets hebben van de trage bureaucratie en er is geen agentschap in de VS waarmee hij nog geen problemen heeft gehad, maar hij krijgt het werk gedaan.
Vooral zeer ervaren in het ondervragen en breken van verdachten.
Ex-marinier, sluipschutter in Desert Storm en Panama. Houdt Semper Fi hoog in het vaandel en leert zijn team de regels van het Special Agent zijn. Schudt zijn team (en vooral Tony) regelmatig wakker met een tik tegen het achterhoofd. In zijn eigen woorden nooit in het gezicht omdat dat vernederend zou zijn.
Zijn sociaal leven kan ronduit een ramp genoemd worden. Zijn eerste vrouw (Shannon) en hun dochter (Kelly) zijn vermoord door een Mexicaanse drugsdealer, daarna is hij nog driemaal getrouwd geweest maar die huwelijken zijn allemaal op een echtscheiding uitgedraaid. Ook is hij nog 1 keer verloofd geweest. Hij heeft zes jaar geleden een kortstondige relatie gehad met de latere directrice van NCIS, Jenny Shepard, toen zij partners waren in Parijs. Daarnaast is er nog de "geheimzinnige roodharige", met wie hij in eerdere seizoenen soms gezien wordt. In latere seizoenen heeft hij een relatie met luitenant-kolonel Hollis Mann van de landmacht.
In zijn vrije tijd bouwt hij verschillende boten in zijn kelder. Hoe hij deze buiten krijgt is maar de vraag, maar in Sharif Returns (seizoen 4, aflevering 13) is er een op mysterieuze wijze naar buiten gebracht.
Heeft een aparte relatie met FBI-agent Tobias Fornell (die regelmatig terug te zien is in de serie). Gibbs’ tweede vrouw heeft hem na de scheiding zonder geld achtergelaten waarna Fornell met haar trouwde. Ook dat huwelijk draaide echter op een scheiding uit en ook Fornell bleef achter zonder geld. Daarbij zijn NCIS en de FBI twee aparte bureaus, die beide misdaden oplossen en in de serie steeds met argumenten komen om (moord-)zaken naar zich toe te trekken zodat zij met de eer kunnen strijken. Desondanks hebben Gibbs en Fornell geen hekel aan elkaar. Misschien een beetje op professioneel gebied, maar daarbuiten kunnen ze het wel goed met elkaar vinden, al zullen ze dit misschien niet zomaar toegeven.
- Groeide op in Stillwater, Pennsylvania als zoon van Jackson Gibbs die daar een kruidenierszaak had. Vertrok in 1976 om dienst te nemen bij het korps mariniers en kwam pas in 2008 (6e seizoen, aflevering 4: Heartland) voor het eerst weer "thuis".
- Staat erop dat de tweede "b" in Gibbs staat voor "Bastard".
- Werd door Jenny Shepard ooit vergeleken met de Hopediamant: zeer waardevol, maar er hangt een prijskaartje aan.
- Aan het eind van seizoen 3 verlaat Gibbs NCIS. Anthony DiNozzo wordt de baas, McGee een volwaardige agent en er komt een nieuwe "probie" genaamd Michelle Lee. Aan het begin van seizoen 4 komt Gibbs terug om Ziva te helpen en blijft daarna niet lang meer weg van NCIS.
- Hij spreekt Russisch en beheerst vlot gebarentaal.

Gibbs staat bekend om zijn regels betreffende het special agent zijn. In Heartland (seizoen 6, aflevering 4) blijkt dat het idee achter de regels van zijn vrouw Shannon afkomstig is. Niet alle regels zijn bekend. Hieronder volgt een overzicht van de regels die wel bekend zijn.
- Regel 1: Laat verdachten nooit bij elkaar blijven.
- Regel 1: Belazer nooit je partner.
- Regel 2: Draag altijd handschoenen op een plaats delict.
- Regel 3: Geloof niet wat je wordt verteld. Verifieer.
- Regel 3: Wees nooit onbereikbaar.
- Regel 4: De beste manier om een geheim te bewaren is door het voor jezelf houden. De één-na-beste manier is het een ander te vertellen. Er is geen derde manier.
- Regel 5: Iets goeds laat je niet lopen.
- Regel 6: Zeg nooit dat het je spijt. Het is een teken van zwakte.
- Regel 7: Wees altijd specifiek als je liegt.
- Regel 8: Neem nooit iets voor vaststaand aan.
- Regel 9: Ga nooit ergens heen zonder een mes.
- Regel 10: Raak nooit persoonlijk betrokken bij een zaak.[3]
- Regel 11: Als het werk gedaan is, loop dan weg.
- Regel 12: Date nooit een collega.
- Regel 13: Betrek er nooit advocaten bij.
- Regel 14: Buig de lijn, maar breek hem niet.
- Regel 15: Werk altijd als een team.
- Regel 16: Als iemand denkt de winnende hand te hebben, breek je die.
- Regel 18: Het is makkelijker om vergeving te vragen dan om toestemming.
- Regel 20: Kijk altijd onder.
- Regel 22: Stoor Gibbs nooit terwijl hij iemand aan het verhoren is.
- Regel 23: Knoei nooit met de koffie van een marinier als je wilt blijven leven.
- Regel 27: Er zijn twee manieren om iemand te volgen. Op de eerste manier zien ze je nooit. Op de tweede manier zien ze alleen jou.
- Regel 28: Als je hulp nodig hebt, vraag het dan.
- Regel 35: Bekijk altijd de toeschouwers.
- Regel 36: Als je denkt dat je belazerd wordt, is dat ook zo.
- Regel 38: Jouw zaak, jouw leiding.
- Regel 39: Toeval bestaat niet.
- Regel 40: Ga uit van een complot. Als het lijkt of ze achter je aan zitten, is dat ook zo.
- Regel 42: Accepteer geen verontschuldiging van iemand die je net belazerd heeft.
- Regel 44: De belangrijkste zaken eerst. Verberg de vrouwen en de kinderen.
- Regel 45: Ruim je rotzooi op.

Hoewel Gibbs 50 regels hanteert, heet de laatste aflevering van het zevende seizoen Rule Fifty-one. In deze aflevering schrijft Gibbs zijn 51e regel:
- Regel 51: Soms zit je fout.

Daarna zijn nog meer regels boven nummer 50 langsgekomen:
- Regel 62: Geef mensen de ruimte als ze uit de lift komen.
- Regel 69: Vertrouw nooit een vrouw die haar man niet vertrouwt.

In navolging van Gibbs maken ook andere leden van het team regels. Zo komt McGee in de vijfde aflevering van het twaalfde seizoen (The San Dominic) in afwezigheid van Gibbs op de proppen met
- Regel 70: Blijf graven tot je de bodem bereikt.

Zijn collega's geven direct aan dat dat geen officiële regel betreft en later maakt ook Gibbs er een opmerking over.
In seizoen 18 voltooit Gibbs zijn boot, die de naam Rule 91 krijgt. Dit is een nieuwe regel van Gibbs en luidt
- Regel 91: Als je besluit weg te lopen, kijk dan nooit meer om.

In het begin van seizoen 19 verlaat Gibbs NCIS om in Alaska te gaan wonen.

#### Anthony (Tony) DiNozzo (Michael Weatherly)

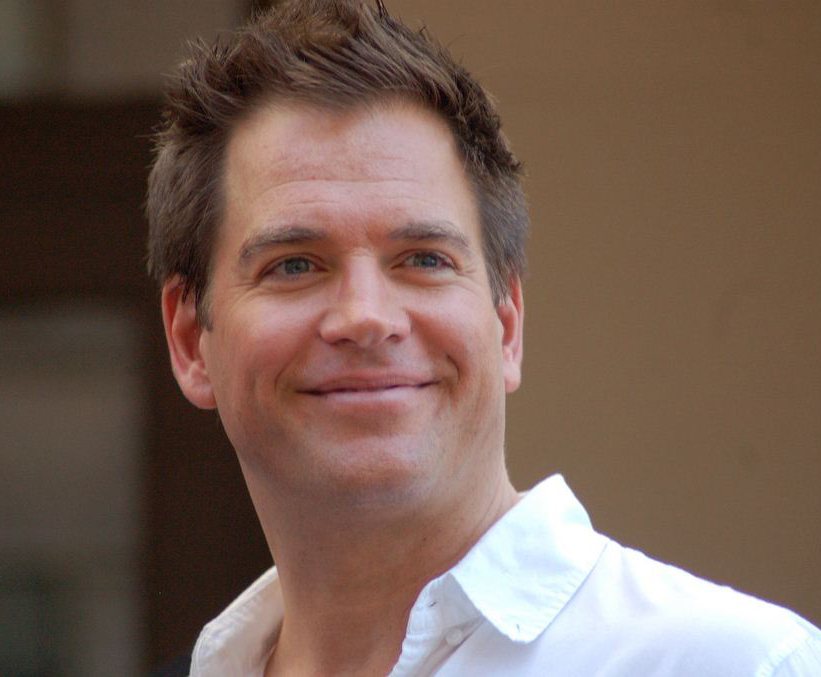
Michael Weatherly

Ex-Baltimore politieagent, ervaring in drugsbestrijding. Hij laat zich met zijn karakter wat te veel afleiden door vrouwen en het plagen van McGee.
Hij spreekt Gibbs vaker met baas aan dan de andere teamleden. Dat is te zien als Gibbs Tony autoritair bejegent en hem corrigeert wanneer hij zijn puberale streken niet voor zich kan houden. Ook los daarvan spreekt hij Gibbs negen van de tien keer aan met baas. Gibbs geeft Tony regelmatig een corrigerende tik op zijn achterhoofd. Toch is hij na Gibbs de meest ervaren agent van het team.
Het liefdesleven van Tony is afwisselend. Tony gaat regelmatig met verschillende vrouwen uit. Hij is er trots op dat hij nog altijd op "spring break" gaat. Hij was een atleet op universiteit en heeft vroeger nog basketbal gespeeld. Vanaf seizoen 4 krijgt hij een vaste vriendin, Jeanne Benoit. In seizoen 5 blijkt dat dit een undercover-operatie is en gaan ze uit elkaar. Later beschuldigt Jeanne hem van de moord op haar vader, maar Tony wordt vrijgesproken.
Tony is een geweldig liefhebber van oude films en series. Hij kan het niet laten in bijna elke zaak overeenkomsten te zoeken met films of televisieseries. Magnum, P.I. is zijn lievelingsserie (ook een serie van Donald Bellisario).
Tony heeft rijke ouders en is een rijke levensstijl gewend. Dit komt echter niet door zijn ouders; die hebben de geldkraan dichtgedraaid toen hij 12 was.
Aan het eind van het 13e seizoen verlaat DiNozzo het team nadat het huis waar Ziva David zou verblijven is opgeblazen en bekend is geworden dat hij een dochter heeft met haar.

#### Caitlin (Kate) Todd (Sasha Alexander)

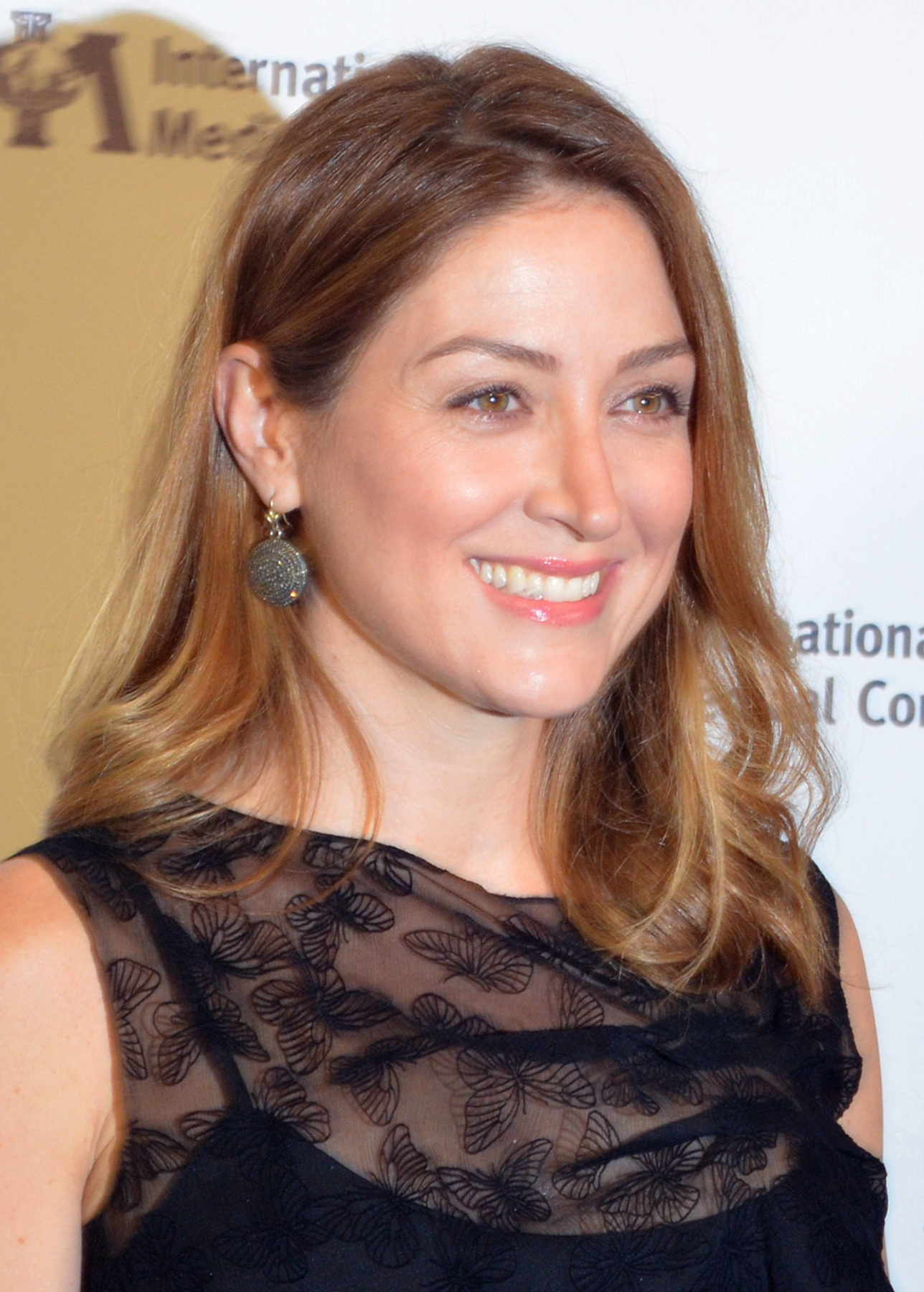
Sasha Alexander

Ex-secret service agent met Yankee White clearance. Kate is hoogst capabel in het profileren. Ze heeft onderwijs gevolgd aan een katholieke school (iets waarover Tony vaak een opmerking maakt) en is vrij gelovig. Ze is vrij preuts, wat de fantasieën van Tony echter niet tegenhoudt. In een van de afleveringen blijkt ook dat ze enorm goed kan schetsen. Ze onderhoudt bijzonder hechte vriendschappen met Gibbs en Abby. Kate zit twee jaar bij NCIS wanneer ze aan het einde van seizoen twee wordt vermoord door Ari Haswari, iets wat diepe sporen nalaat bij haar vrienden en collega's.

#### Timothy (Tim) McGee (Sean Murray)

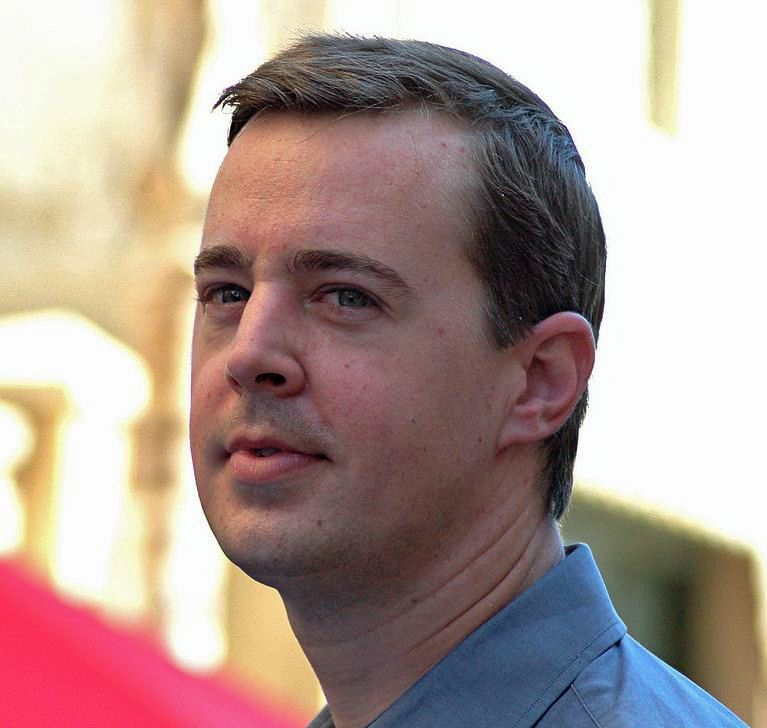
Sean Murray

Studeerde aan MIT en de Johns Hopkins-universiteit en is daarna geplaatst bij NCIS in Norfolk als computeranalist. In Sub Rosa (seizoen 1, aflevering 7) leert McGee het team kennen, in het tweede seizoen komt hij bij het team.
Wordt, vooral door Tony, geplaagd omdat hij de nieuweling ("Probie", afkorting van probationary field agent) van de ploeg is. Hij krijgt veel bijnamen van Tony, zoals McGeek, McSniper, McTardy, McNerd en Probie-Wan Kenobi.
Woonde vroeger op een marinebasis omdat zijn vader marineofficier is. Kreeg van zijn vader vaak klappen op zijn achterhoofd, net zoals Gibbs dat doet.
Gespecialiseerd in forensische computerwetenschappen. Is niet altijd even zelfverzekerd, maar kan als het nodig is zeer kordaat en krachtig optreden.
Heeft last van hoogtevrees.
In seizoen 15 wordt McGee vader van een tweeling.

#### Abigail (Abby) Sciuto (Pauley Perrette)

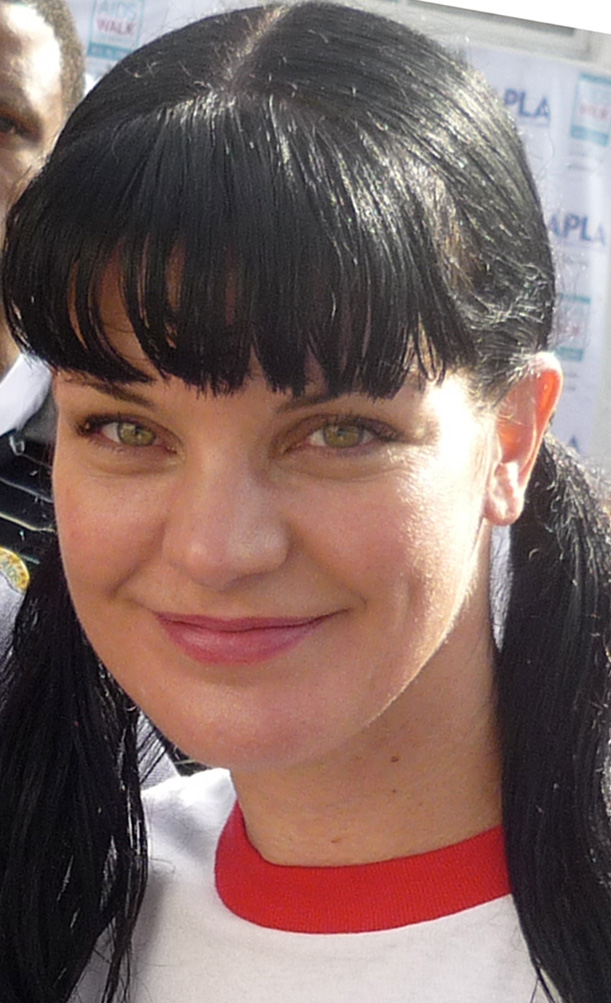
Pauley Perette

In het forensisch lab werkt Abby. Ze is een echte goth; de muziek, de kleding en veel van de gedachtegangen komen bij haar terug. Ze slaapt bijvoorbeeld in een doodskist. Ze is wel altijd even goed gestemd en ze is een van de besten in haar vakgebied. Ze is verslaafd aan cafeïne, die door Gibbs aangevoerd wordt in de vorm van bekers Caf-Pow (een verzonnen drankje).
Er was ooit een romantische spanning tussen Abby en McGee, vooral van McGees kant. Maar toen McGee een boek schreef met het NCIS-team in de hoofdrol en in zijn boek het personage dat zichzelf voorstelt en het personage dat Abby voorstelt wil laten trouwen, laat Abby weten dat dat onmogelijk is. Met Gibbs heeft ze een soort van vader/dochter-relatie, maar met Ziva kan ze aanvankelijk niet altijd even goed overweg. Dit verandert in de loop van de tijd. Abby en Kate waren erg goede vriendinnen, Kate is zelfs door Abby overgehaald om een tatoeage te laten zetten.
Abby beheerst gebarentaal doordat haar ouders doofstom waren.
Actrice Pauley Perrette gaf aan het begin van het 15e seizoen aan, dat zij NCIS aan het eind van dat seizoen gaat verlaten.

#### Donald 'Ducky' Mallard (David McCallum)

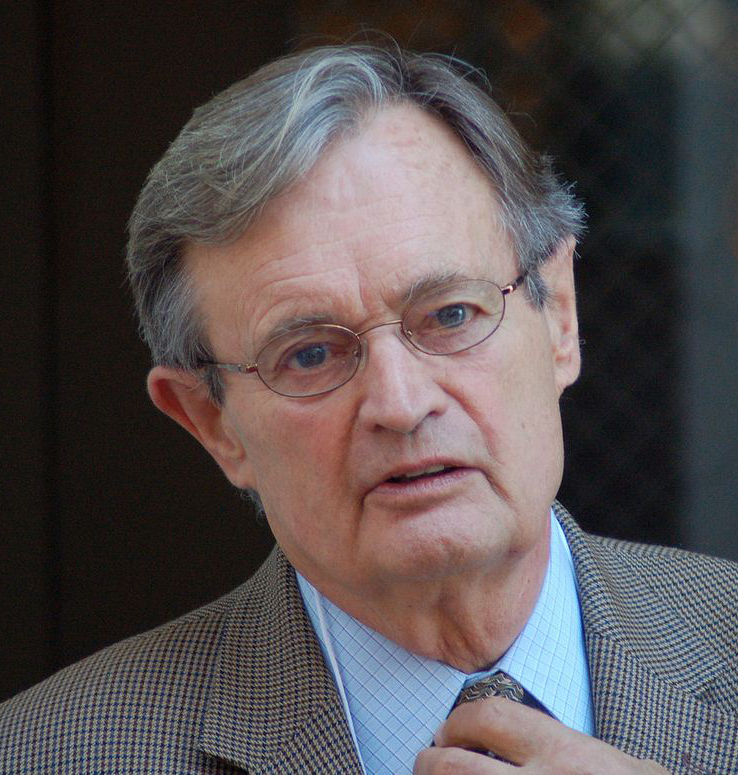
David McCallum

Dokter Donald Mallard wordt door iedereen Ducky genoemd, dit is een oude bijnaam van hem (mallard is Engels voor "wilde eend"). Ducky is een man met typische trekjes. Hij praat tegen lijken om (naar eigen zeggen) het werk wat aangenamer te maken. Hij heeft eigenlijk iedere aflevering wel een verhaal over een woord of een gebeurtenis. Hieruit blijkt dat hij een enorme kennis heeft. Ducky heeft ook een assistent, Jimmy Palmer (Brian Dietzen). Ducky is de enige in het team die Gibbs aanspreekt bij zijn voornaam Jethro. Ook de andere teamleden spreekt hij regelmatig aan met de volledige voornaam, dus Tony: Anthony, Kate: Caitlin, Abby: Abigail, Tim: Timothy en Ellie: Eleanor.
In seizoen 16, nadat Ducky heeft aangegeven met pensioen te willen gaan, biedt Vance hem de positie aan van NCIS-historicus, die hij maar al te graag aanneemt. Ducky maakt zijn laatste opwachting in de serie in seizoen 20. In seizoen 21 overlijdt hij in zijn slaap.

#### Ziva David (Cote de Pablo)

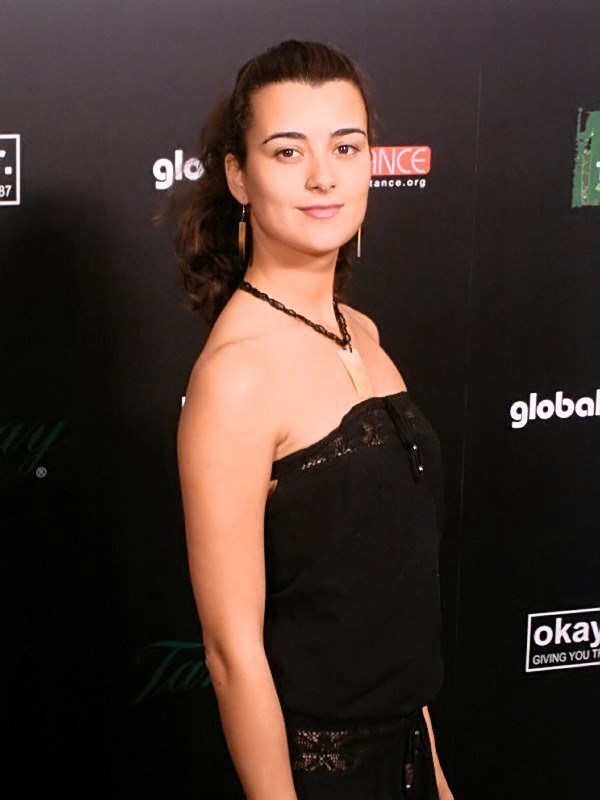
Cote de Pablo

Ziva David is een Mossad-agente uit Israël en de halfzus van Ari Haswari. Ziva komt voor het eerst in de serie voor als de terrorist Ari, de moordenaar van Kate Todd, in Amerika komt. Nadat Kate vermoord is door Ari, volgen er verschillende intriges. Als Ari dood is, wordt Ziva in het NCIS-team opgenomen op voorspraak van directeur Jenny Shepard. Ziva is nu een agent annex verbindingsofficier binnen NCIS, mede om de band tussen de Mossad en de NCIS te verbeteren en versterken. Aan het eind van seizoen 5 wordt de samenwerking tussen NCIS en de Mossad beëindigd en gaat Ziva terug naar Israël, om in seizoen 6 weer terug te keren op voorspraak van de nieuwe directeur Leon Vance. Door verschillende gebeurtenissen aan het einde van seizoen 6, waarbij Tony en Ziva's vriendje Michael Rivkin betrokken waren, gaat Ziva weer terug naar Israël. In de eerste aflevering van seizoen 7 redden Tony, McGee en Gibbs Ziva, die gevangen gehouden wordt door terroristen. In Good Cop, Bad Cop (seizoen 7, aflevering 4) wordt Ziva's aanvraag om special agent te worden goedgekeurd en tot groot genoegen van Tony is zij nu ook een "probie". Aan het einde van seizoen 7 krijgt ze de Amerikaanse nationaliteit.
In 2013 maakte Cote de Pablo bekend dat ze haar contract bij NCIS niet ging verlengen. Haar personage verliet NCIS en werd opgevolgd door Eleanor (Ellie) Bishop, gespeeld door Emily Wickersham.
In seizoen 13 wordt Ziva in Israël vermoedelijk gedood door een mortieraanval van Trent Kort, die naar eigen zeggen niet wist dat Ziva in dat huis verbleef. Dit alles heeft onverwachte gevolgen voor Tony, die kort daarna het NCIS team verlaat. Ziva heeft, samen met Tony DiNozzo een dochter genaamd Tali. Tali is vernoemd naar de overleden zus van Ziva. 
In seizoen 16 ontdekt Eleanor Bishop tijdens een zaak dat Ziva aan haar vermoedelijke dood ontsnapt is. Middels een brief vraagt ze Eleanor Bishop om dit geheim te houden zodat haar gezin geen gevaar loopt.
Tijdens de laatste aflevering van seizoen 16, Daughters, brengt Ziva een bezoek aan Gibbs om hem te waarschuwen voor gevaar.

#### Jennifer (Jenny) Shepard (Lauren Holly)
Jenny Shepard (Lauren Holy) volgde Morrow op als directeur van NCIS in Kill Ari: part 1 (seizoen drie, aflevering 1). Ze is vaak in conflict met Gibbs, die weleens zijn boekje te buiten gaat. Zij keurt dan diens werkwijze af. In seizoen 4 wordt het een obsessie voor haar om René Benoit te arresteren. In Judgement Day: Part 1 (seizoen 5, aflevering 18) wordt ze slachtoffer van Russische huurmoordenaars, ingehuurd door Natasha Svetlana. In diezelfde aflevering komen aanwijzingen boven tafel die erop duiden dat Shepard zeer waarschijnlijk verantwoordelijk was voor de dood van René Benoit. Na haar dood wordt dit niet verder onderzocht. Shepard wordt opgevolgd door adjunct-directeur Leon Vance.

#### Leon Vance (Rocky Carroll)
Na de dood van Shepard dringt de Secretary of the Navy erop aan dat Leon Vance, tot dan toe adjunct-directeur, haar op zal volgen, mits hij bij NCIS schoon schip maakt. Vance ontmaskerde samen met Gibbs in seizoen 6 de verraadster Michelle Lee. Hij is goede vrienden met Eli David, de directeur van de Mossad en vader van Ziva David, die hij nog van vroeger kent. Samen met zijn vrouw Jackie, die in seizoen 10 doodgeschoten wordt, heeft hij heeft twee kinderen: Kayla en Jared. Hij is goede vrienden met Gibbs.

#### Jimmy Palmer (Brian Dietzen)
Jimmy Palmer is sinds seizoen 1 de assistent van Ducky. In het begin speelt hij slechts een geringe rol, maar die wordt langzaam belangrijker. Zo ziet hij in het vijfde seizoen de dader van een moord, waarop hij bescherming krijgt. Vanaf seizoen 10 wordt Palmer in de openingstitels genoemd. Een tijdlang heeft hij een geheime verhouding met Michelle Lee, maar die eindigt plotseling als bekend wordt dat zij een mol is. Later ontmoet hij Breena, waarmee hij eind seizoen 9 trouwt. Aan het eind van seizoen 10 (aflevering 24: Damned If You Do) maakt hij bekend dat hij en zijn vrouw een kindje adopteren. Palmer moet vaak naar de lange uitweidingen van Ducky luisteren.
Nadat Ducky de baan van NCIS-historicus aanneemt wordt Palmer de vaste patholoog-anatoom van NCIS. Halverwege seizoen 18 overlijdt Palmers vrouw Breena aan COVID-19.

#### Eleanor (Ellie) Bishop (Emily Wickersham)
Debuteert in "Gut Check" (aflevering 9 van seizoen 11) als een vlotte, vrolijke NSA-analiste. Ze solliciteerde eerst bij NCIS, maar kwam uiteindelijk toch bij de NSA terecht. Nadat NCIS-agent Ziva David het team verliet, zag Gibbs in haar een goede NCIS-agent en bood haar een tijdelijke baan aan. Ze is geboren in Oklahoma en vertelt haar ouders naar eigen zeggen weinig over het werk wat ze doet. Ze was getrouwd en zit graag met haar laptop op schoot op bureaus, op de grond of zelfs op autopsietafels. Dit onder het genot van een hapje eten, zodat ze iets gemakkelijker kan onthouden. Producent Gary Glasberg liet in 2013 weten dat Eleanor Bishop een hoofdrol zou gaan spelen.
Aan het eind van het 18e seizoen verlaat Bishop NCIS om bij de CIA te gaan werken.

#### Nick Torres (Wilmer Valderrama)
Debuteerde in seizoen 14 als vervanger van Tony DiNozzo.

#### Alexandra (Alex) Quinn (Jennifer Esposito)
Debuteerde in seizoen 14, maar verliet aan het eind van dat seizoen het team al, om voor haar zieke moeder te zorgen. Werkte eerst bij FLETC (Federal Law Enforcement Training Centers – Trainingscentra voor Federale Wetshandhaving).

#### Clayton Reeves (Duane Henry)
Debuteerde in seizoen 13. Opereerde als MI-6-verbindingsagent. Werd in seizoen 15 vermoord door een overvaller, die hem en Abby wilde beroven.

#### Jacqueline (Jack) Sloane (Maria Bello)
Debuteerde in seizoen 15 als psychologe van NCIS. Verliet het team in seizoen 18, om in Afghanistan te gaan werken. Werkte eerst als luitenant in het Amerikaanse leger.

#### Kasie Hines (Diona Reasonover)
Kasie Hines debuteerde als assistente van Donald 'Ducky' Mallard bij het schrijven van zijn memoires. Ze is de opvolgster van Abby Sciuto als forensisch wetenschapper bij NCIS.

#### Jessica Knight (Katrina Law)
Debuteerde in seizoen 18 als lid van het NCIS REACT-team. Nadat ze haar hele team verloor als gevolg van een explosie, werd ze de vervanger van Eleanor Bishop.

#### Alden Parker (Gary Cole)
Debuteerde in seizoen 19. Nadat hij werd ontslagen door de FBI, volgde Parker Gibbs op als leider van het NCIS team.

### Per seizoen
Flashbacks zijn niet opgenomen in deze tabel
| Acteur            | Personage                | Functie                                                      | Seizoen  | Seizoen  | Seizoen  | Seizoen  | Seizoen  | Seizoen  | Seizoen  | Seizoen  | Seizoen  | Seizoen  | Seizoen  | Seizoen  | Seizoen  | Seizoen  | Seizoen  | Seizoen  | Seizoen  | Seizoen  | Seizoen  | Seizoen  | Seizoen  | Seizoen  |
| Acteur            | Personage                | Functie                                                      | 1        | 2        | 3        | 4        | 5        | 6        | 7        | 8        | 9        | 10       | 11       | 12       | 13       | 14       | 15       | 16       | 17       | 18       | 19       | 20       | 21       | 22       |
| ----------------- | ------------------------ | ------------------------------------------------------------ | -------- | -------- | -------- | -------- | -------- | -------- | -------- | -------- | -------- | -------- | -------- | -------- | -------- | -------- | -------- | -------- | -------- | -------- | -------- | -------- | -------- | -------- |
| Mark Harmon       | Leroy Jethro Gibbs       | Special agent in charge                                      | Hoofdrol | Hoofdrol | Hoofdrol | Hoofdrol | Hoofdrol | Hoofdrol | Hoofdrol | Hoofdrol | Hoofdrol | Hoofdrol | Hoofdrol | Hoofdrol | Hoofdrol | Hoofdrol | Hoofdrol | Hoofdrol | Hoofdrol | Hoofdrol | 4 afl.   |          |          |          |
| Michael Weatherly | Anthony (Tony) DiNozzo   | Special agent                                                | Hoofdrol | Hoofdrol | Hoofdrol | Hoofdrol | Hoofdrol | Hoofdrol | Hoofdrol | Hoofdrol | Hoofdrol | Hoofdrol | Hoofdrol | Hoofdrol | Hoofdrol |          |          |          |          |          |          |          |          |          |
| Sasha Alexander   | Caitlin (Kate) Todd      | Special agent                                                | Hoofdrol | Hoofdrol | 2 afl.   |          |          |          |          |          |          |          |          |          |          |          |          |          |          |          |          |          |          |          |
| Sean Murray       | Timothy (Tim) McGee      | Special agent                                                | 8 afl.   | Hoofdrol | Hoofdrol | Hoofdrol | Hoofdrol | Hoofdrol | Hoofdrol | Hoofdrol | Hoofdrol | Hoofdrol | Hoofdrol | Hoofdrol | Hoofdrol | Hoofdrol | Hoofdrol | Hoofdrol | Hoofdrol | Hoofdrol | Hoofdrol | Hoofdrol | Hoofdrol | Hoofdrol |
| David McCallum    | Donald 'Ducky' Mallard   | Patholoog anatoom, later NCIS-historicus                     | Hoofdrol | Hoofdrol | Hoofdrol | Hoofdrol | Hoofdrol | Hoofdrol | Hoofdrol | Hoofdrol | Hoofdrol | Hoofdrol | Hoofdrol | Hoofdrol | Hoofdrol | Hoofdrol | Hoofdrol | Hoofdrol | Hoofdrol | Hoofdrol | Hoofdrol | Hoofdrol | 0 afl.   |          |
| Pauley Perrette   | Abigail (Abby) Sciuto    | Forensisch wetenschapper                                     | Hoofdrol | Hoofdrol | Hoofdrol | Hoofdrol | Hoofdrol | Hoofdrol | Hoofdrol | Hoofdrol | Hoofdrol | Hoofdrol | Hoofdrol | Hoofdrol | Hoofdrol | Hoofdrol | Hoofdrol |          |          |          |          |          |          |          |
| Cote de Pablo     | Ziva David               | Aanvankelijk verbindingsofficier Mossad, later special agent |          |          | Hoofdrol | Hoofdrol | Hoofdrol | Hoofdrol | Hoofdrol | Hoofdrol | Hoofdrol | Hoofdrol | 2 afl.   |          |          |          |          | 5 afl.   | 5 afl.   |          |          |          |          |          |
| Lauren Holly      | Jennifer (Jenny) Shepard | Directrice                                                   |          |          | Hoofdrol | Hoofdrol | Hoofdrol |          |          |          |          |          |          |          |          |          |          |          |          |          |          |          |          |          |
| Rocky Carroll     | Leon Vance               | Directeur                                                    |          |          |          |          | 4 afl.   | Hoofdrol | Hoofdrol | Hoofdrol | Hoofdrol | Hoofdrol | Hoofdrol | Hoofdrol | Hoofdrol | Hoofdrol | Hoofdrol | Hoofdrol | Hoofdrol | Hoofdrol | Hoofdrol | Hoofdrol | Hoofdrol | Hoofdrol |
| Brian Dietzen     | Jimmy Palmer             | Assistent dokter Mallard, later (ook) patholoog anatoom      | Bijrol   | Bijrol   | Bijrol   | Bijrol   | Bijrol   | Bijrol   | Bijrol   | Bijrol   | Bijrol   | Hoofdrol | Hoofdrol | Hoofdrol | Hoofdrol | Hoofdrol | Hoofdrol | Hoofdrol | Hoofdrol | Hoofdrol | Hoofdrol | Hoofdrol | Hoofdrol | Hoofdrol |
| Emily Wickersham  | Eleanor (Ellie) Bishop   | Special agent                                                |          |          |          |          |          |          |          |          |          |          | Hoofdrol | Hoofdrol | Hoofdrol | Hoofdrol | Hoofdrol | Hoofdrol | Hoofdrol | Hoofdrol |          |          |          |          |
| Wilmer Valderrama | Nick Torres              | Special agent                                                |          |          |          |          |          |          |          |          |          |          |          |          |          | Hoofdrol | Hoofdrol | Hoofdrol | Hoofdrol | Hoofdrol | Hoofdrol | Hoofdrol | Hoofdrol | Hoofdrol |
| Jennifer Esposito | Alexandra (Alex) Quinn   | Special agent                                                |          |          |          |          |          |          |          |          |          |          |          |          |          | Hoofdrol |          |          |          |          |          |          |          |          |
| Duane Henry       | Clayton Reeves           | MI6-agent                                                    |          |          |          |          |          |          |          |          |          |          |          |          | 2 afl.   | Hoofdrol | Hoofdrol |          |          |          |          |          |          |          |
| Maria Bello       | Jacqueline (Jack) Sloane | Senior special agent en forensisch psychologe                |          |          |          |          |          |          |          |          |          |          |          |          |          |          | Hoofdrol | Hoofdrol | Hoofdrol | Hoofdrol |          |          |          |          |
| Diona Reasonover  | Kasie Hines              | Forensisch wetenschapper                                     |          |          |          |          |          |          |          |          |          |          |          |          |          |          | 3 afl.   | Hoofdrol | Hoofdrol | Hoofdrol | Hoofdrol | Hoofdrol | Hoofdrol | Hoofdrol |
| Katrina Law       | Jessica Knight           | Special agent                                                |          |          |          |          |          |          |          |          |          |          |          |          |          |          |          |          |          | 2 afl.   | Hoofdrol | Hoofdrol | Hoofdrol | Hoofdrol |
| Gary Cole         | Alden Parker             | Special agent in charge                                      |          |          |          |          |          |          |          |          |          |          |          |          |          |          |          |          |          |          | Hoofdrol | Hoofdrol | Hoofdrol | Hoofdrol |

### Anderen
Eventuele flashbacks zijn in deze tabel niet opgenomen
| Acteur             | Personage                                     | Functie/rol | Aanwezigheid                                         | Opmerkingen                                                 |
| ------------------ | --------------------------------------------- | --- | ---------------------------------------------------- | ----------------------------------------------------------- |
| Alan Dale          | Tom Morrow                                    | Directeur NCIS, later assistent-directeur bij Homeland Security                                                                 | Seizoen 1, 2 en 10-13, in totaal 14 afleveringen     | Overleden in seizoen 13, aflevering 21: Return to Sender    |
| Pancho Demmings    | Gerald Jackson                                | Assistent dokter Mallard | Seizoen 1 en 3, in totaal 13 afleveringen            |                                                             |
| Joe Spano          | Tobias Fornell                                | Senior FBI-agent | Seizoen 1-20, in totaal 57 afleveringen              |                                                             |
| Jessica Steen      | Paula Cassidy                                 | MCRT-special agent, later MCRT-special agent in charge                                                                          | Seizoen 1, 3 en 4, in totaal 6 afleveringen          | Overleden in seizoen 4, aflevering 19: Grace Period         |
| Rudolf Martin      | Ari Haswari                                   | Dubbelagent (oorspronkelijk van de Mossad) en terrorist, halfbroer van Ziva David                                               | Seizoen 1, 2 en 3, in totaal 5 afleveringen          | Overleden in seizoen 3, aflevering 2: Kill Ari: Part 2      |
| Joel Gretsch       | Stan Burley                                   | NCIS Special Agent | Seizoen 1, 9, 10 en 13, in totaal 4 afleveringen     |                                                             |
| Muse Watson        | Mike Franks                                   | Voormalig NIS-MCRT-special agent in charge                                                                                      | Seizoen 3-8, in totaal 11 afleveringen               | Overleden in seizoen 8, aflevering 23: Swan Song            |
| Stephanie Mello    | Cynthia Sumner                                | Secretaresse Jenny Shepard / NCIS-technicus                                                                                     | Seizoen 3 en 4, in totaal 13 afleveringen            |                                                             |
| Susanna Thompson   | Hollis Mann                                   | Luitenant-kolonel bij het Criminal Investigation Command (CID) van de US Army, later agente bij het Department of Defense (DoD) | Seizoen 4, 5, 11 en 12, in totaal 8 afleveringen     |                                                             |
| Scottie Thompson   | Jeanne Benoit                                 | Dochter René Benoit | Seizoen 4 en 13, in totaal 18 afleveringen           |                                                             |
| David Dayan Fisher | Trent Kort                                    | CIA-special agent | Seizoen 4-8 en 13, in totaal 13 afleveringen         | Overleden in seizoen 13, aflevering 24: Family First        |
| Armand Assante     | René Benoit alias La Grenouille               | Wapenhandelaar | Seizoen 4 en 5, in totaal 6 afleveringen             | Overleden in seizoen 5, aflevering 14: Internal Affairs     |
| Liza Lapira        | Michelle Lee                                  | Special agent, voormalig advocate bij de juridische afdeling van NCIS                                                           | Seizoen 4-6, in totaal 12 afleveringen               | Overleden in seizoen 6, aflevering 9: Dagger                |
| Michael Nouri      | Eli David                                     | Directeur Mossad, vader Ziva | Seizoen 6-10, in totaal 9 afleveringen               | Overleden in seizoen 10, aflevering 11: Shabbat Shalom      |
| Ralph Waite        | Jackson (Jack) Gibbs                          | Vader van Gibbs | Seizoen 6-11, in totaal 9 afleveringen               | Overleden in seizoen 11, aflevering 24: Honor Thy Father    |
| Merik Tadros       | Michael Rivkin                                | Mossad-agent en geliefde van Ziva                                                                                               | Seizoen 6, 7 afleveringen                            | Overleden in seizoen 6, aflevering 25: Aliyah               |
| Paula Newsome      | Jackie Vance                                  | Vrouw van Leon Vance | Seizoen 6-10, in totaal 4 afleveringen               | Overleden in seizoen 10, afl. 11: Shabbat Shalom            |
| Diane Neal         | Abigail Borin                                 | CGIS-special agent | Seizoen 7-12, in totaal 6 afleveringen               |                                                             |
| Robert Wagner      | Anthony DiNozzo sr.                           | Vader Tony DiNozzo | Seizoen 7-16, in totaal 13 afleveringen              |                                                             |
| Marco Sanchez      | Alejandro Rivera                              | Ambtenaar van het Mexicaanse Ministerie van Justitie en zoon van crimineel Pedro Hernandez                                      | Seizoen 7-15, in totaal 8 afleveringen               |                                                             |
| Rena Sofer         | Margaret Allison Hart                         | Advocate | Seizoen 7, 6 afleveringen                            |                                                             |
| Michelle Pierce    | Breena Slater-Palmer                          | Vriendin / vrouw van Jimmy Palmer                                                                                               | Seizoen 7, 9, 11 en 12, in totaal 6 afleveringen     | Overleden in seizoen 18, aflevering 7: The First Day        |
| Meredith Eaton     | Carol Wilson                                  | CDC-immunologe en goede vriendin van Abby Sciuto                                                                                | Seizoen 7, 9, 11, 19 en 22, in totaal 5 afleveringen |                                                             |
| Matt Craven        | Clayton Jarvis                                | Hoofd van het Department of the Navy (SecNav)                                                                                   | Seizoen 8-11, in totaal 11 afleveringen              | Overleden in seizoen 11, aflevering 1: Whisky Tango Foxtrot |
| Sarah Jane Morris  | Erica Jane (EJ) Barrett                       | MCRT-special agent in charge | Seizoen 8 en 9, in totaal 8 afleveringen             |                                                             |
| Matt Jones         | Ned Dorneget                                  | NCIS-agent in proeftijd | Seizoen 9, 10 en 12, in totaal 6 afleveringen        | Overleden in seizoen 12, aflevering 23 The Lost Boys        |
| Jamie Lee Curtis   | Samantha Ryan                                 | Psychologe DoD - PsyOps | Seizoen 9, 5 afleveringen                            | Heeft een korte romance met Gibbs                           |
| Melinda McGraw     | Diane Gibbs Fornell Sterling / Diane Sterling | Ex-vrouw van Gibbs en Fornell en agente bij de Internal Revenue Service (IRS)                                                   | Seizoen 9-12, in totaal 5 afleveringen               | Overleden in seizoen 12, aflevering 11 Check                |
| China Anne McClain | Kayla Vance                                   | Dochter van Leon Vance | Seizoen 6, 1 aflevering                              |                                                             |
| Kiara Muhammad     | Kayla Vance                                   | Dochter van Leon Vance | Seizoen 9-12, in totaal 5 afleveringen               |                                                             |
| Naomi Grace        | Kayla Vance                                   | Dochter van Leon Vance | Seizoen 15, 16 en 19, in totaal 4 afleveringen       |                                                             |
| Margo Harshman     | Delilah Fielding                              | Vriendin / vrouw McGee en DoD-analiste                                                                                          | Seizoen 10-22, in totaal 19 afleveringen             |                                                             |
| Leslie Hope        | Sarah Porter                                  | Hoofd van het Department of the Navy (SecNav)                                                                                   | Seizoen 11-13, in totaal 6 afleveringen              | Ook 1 aflevering in NCIS: New Orleans                       |
| Juliette Angelo    | Emily Fornell                                 | Dochter van Tobias Fornell en Diane Sterling                                                                                    | Seizoen 11-14, 16 en 18, in totaal 8 afleveringen    | Overleden in seizoen 18, aflevering 9 Winter Chill          |
| Jamie Bamber       | Jake Malloy                                   | NSA-advocaat en man van Ellie Bishop                                                                                            | Seizoen 12 en 13, in totaal 6 afleveringen           |                                                             |
| Laura San Giacomo  | Grace Confalone                               | Psychiater van Gibbs | Seizoen 13-20, in totaal 12 afleveringen             |                                                             |
| Pam Dawber         | Marcie Warren                                 | Journaliste | Seizoen 18 en 19, in totaal 7 afleveringen           |                                                             |
| Seamus Dever       | Gabriel LaRoche                               | Inspecteur-generaal NCIS | Seizoen 22, 5 afleveringen                           |                                                             |

## Trivia
- In Minimum Security (seizoen 1, aflevering 8) wordt Tony wakker naast een leguaan. Gibbs en Kate komen op zijn geroep af. Kate draagt een T-shirt van een Footballploeg. Deze ploeg was de aartsrivaal van de ploeg waarin Mark Harmon (die vroeger footballspeler was) speelde.
- In The Meat Puzzle (seizoen 2, aflevering 13) vraagt Kate aan Gibbs hoe Ducky eruitzag toen hij jong was. Gibbs' antwoord luidt "Illya Kuryakin", wat David McCallums personage was in de serie The Man from U.N.C.L.E..
- In Hiatus: Part 1 (seizoen 3, aflevering 23) zegt Tony dat hij meer kans heeft om een stel te zijn met Jessica Alba dan dat mensen undercover kunnen in Sealift. In het echte leven heeft Michael Weatherly een relatie gehad met Jessica Alba en speelde hij eerder met haar samen in de serie Dark Angel.
- In seizoen 9 vindt Abby haar halfbroer. Toen fans vroegen of de acteur echt haar (half)broer was, vertelde Pauley Perette dat het haar ex-vriendje was.
- De teamleden dragen op hun heup een SIG Sauer P228 en als reservewapen een Smith & Wesson .38. Tony is het enige teamlid dat ook een schouderholster draagt.
- In verschillende afleveringen komt een jonge Gibbs voor, bijvoorbeeld in flashbacks. Deze wordt gespeeld door Sean Harmon, de zoon van Mark Harmon, die de gewone Gibbs speelt.[10]

## Belangrijke gebeurtenissen
- In Yankee White (seizoen 1, aflevering 1) krijgt Secret Service agent Caitlin Todd een baan aangeboden als NCIS special agent. Ze neemt de baan aan.
- In Bête Noire (seizoen 1, aflevering 16) wordt Gerald, de assistent van dokter Mallard, door zijn schouder geschoten door de terrorist Ari Haswari.
- In Twilight (seizoen 2, aflevering 23) wordt Kate doodgeschoten door Ari Haswari.
- In Kill Ari: Part I (seizoen 3, aflevering 1) verlaat directeur Tom Morrow NCIS. Hij wordt vervangen door Jenny Shepard.
- In diezelfde aflevering wordt Ziva geïntroduceerd. Ze heeft contact met Ari en blijkt later zijn halfzus te zijn.
- In Kill Ari: Part II (seizoen 3, aflevering 2) wordt Ari doodgeschoten door zijn halfzus, Ziva Davíd.
- In Silver War (seizoen 3, aflevering 4) komt Ziva terug naar NCIS, omdat ze van directeur Jenny Shepard een baan bij NCIS heeft gekregen.
- In Hiatus: Part II (seizoen 3, aflevering 24) gaat Gibbs met pensioen. In Shalom (seizoen 4, aflevering 1) helpt hij Ziva bij het bewijzen van haar onschuld.
- In Escaped (seizoen 4, aflevering 2) komt Gibbs weer tijdelijk terug om FBI agent Tobias Fornell te helpen bij het opsporen van een ontsnapte gevangene. Aan het eind van deze aflevering keert hij terug bij NCIS.
- In Grace Period (seizoen 4, aflevering 19) offert Paula Cassidy (de leidster van een ander NCIS-team) haar leven voor Gibbs en zijn team wanneer een zelfmoordbom af dreigt te gaan.
- In Judgement Day: Part I (seizoen 5, aflevering 18) wordt directeur Jenny Shepard vermoord. Ze wordt vervangen door Leon Vance.
- In Judgement Day: Part II (seizoen 5, aflevering 19) wordt de samenwerking tussen NCIS en de Mossad beëindigd en gaat Ziva terug naar Israël. McGee wordt overgeplaatst naar Cybercrime, DiNozzo wordt gestationeerd op een schip (orders van directeur Leon Vance) en Gibbs krijgt een nieuwe team bestaande uit Brent Langer, Daniel Keating en Michelle Lee.
- In Last Man Standing (seizoen 6, aflevering 1) wordt Ziva weer teruggehaald uit Israël en wordt McGee weer overgeplaatst naar Gibbs' team. Michelle Lee en Daniel Keating worden weer overgeplaatst naar waar ze vandaan kwamen. Brent Langer wordt in deze episode vermoord door Michelle Lee.
- In Agent Afloat (seizoen 6, aflevering 2) wordt ook Tony weer teruggehaald naar Gibbs' team nadat ze een moord hebben opgelost op het schip waar Tony werkte.
- In Dagger (seizoen 6, aflevering 9) wordt Michelle Lee door Gibbs doodgeschoten nadat in de vorige aflevering, Cloak, bekend werd dat zij de spion was en niet Brent Langer. Gibbs deed dit deels om een crimineel te pakken te krijgen die Lee als menselijk schild voor zich hield, deels om te voorkomen dat Lee gearresteerd zou worden en vervolgens wegens hoogverraad terecht zou moeten staan. Wel moet vermeld worden dat Lee deed wat ze deed omdat haar nichtje, die ze als haar dochter zag, was ontvoerd.
- In Semper Fidelis (seizoen 6, aflevering 24) doodt Tony Ziva's vriend Michael Rivkin.
- In Aliyah (seizoen 6, aflevering 25) gaan Gibbs, Tony en Ziva naar Tel Aviv waar Ziva door Gibbs wordt achtergelaten.
- In Truth or Consequences (seizoen 7, aflevering 1) wordt Ziva door Gibbs, Tony en McGee uit een terroristenkamp in Somalië bevrijd.
- In Borderland (seizoen 7, aflevering 21) wordt aan Abby en McGee gevraagd om in Mexico een gastcollege Forensische Wetenschappen te geven. Abby komt erachter dat het slachtoffer in de 'cold case' die ze als lesmateriaal aangewezen gekregen hebben de moordenaar van Gibbs' gezin is. Dit blijkt geen toeval te zijn.
- In Rule Fifty-one (seizoen 7, aflevering 23) wordt Gibbs geconfronteerd met zijn verleden als ook hij naar Mexico gaat.
- In Spider and the Fly (seizoen 8, aflevering 1) worden de leden van het NCIS-team het doelwit van Paloma Reynosa, de op wraak beluste dochter van de door Gibbs gedode moordenaar van zijn gezin.
- In Swan Song (seizoen 8, aflevering 23) wordt voormalig NCIS-agent Mike Franks vermoord door de 'havenmoordenaar'.
- In Pyramid (seizoen 8, aflevering 24) neemt de Secretary of the Navy Phillip Davenport ontslag, hij wordt opgevolgd door Clayton Jarvis.
- In Life Before His Eyes (seizoen 9, aflevering 14) wordt Gibbs neergeschoten en ziet hij zijn leven aan zich voorbijgaan.
- In Till Death do us Part (seizoen 9, aflevering 24) trouwt Jimmy, maar dan ontploft er een bom vlak voor het NCIS-hoofdkwartier waardoor het hele team gewond raakt. Als Ducky dit via zijn mobiel hoort, krijgt hij op het strand een hartaanval.
- In Shabbat Shalom (seizoen 10, aflevering 11) wordt de vrouw van directeur Vance en Mossad-directeur Eli David vermoord.
- In Damned If You Do (seizoen 10, aflevering 24) wordt NCIS onderzocht door het Department of Defense. Daarbij wordt Gibbs gearresteerd. Tony, McGee en Ziva nemen ontslag.
- In Whiskey, Tango, Foxtrot (seizoen 11, aflevering 1) wordt Clayton Jarvis, de Secretary of the Navy, middels een bomaanslag in zijn hotelkamer vermoord. Tom Morrow loopt zware verwondingen op.
- In Past, Present and Future (seizoen 11, aflevering 2) wordt Jarvis opgevolgd door Sarah Porter. Laatste aflevering waarin Ziva David meespeelt.
- In Kill Chain (seizoen 11, aflevering 12) krijgt Eleanor Bishop een plek in het team van Gibbs en is daarmee de vervanger van Ziva David.
- In Honor Thy Father (seizoen 11, aflevering 24) krijgt Gibbs het nieuws te horen dat zijn vader is overleden aan de gevolgen van een beroerte.
- In Return to Sender (seizoen 13, aflevering 21) wordt Tom Morrow dood aangetroffen in zijn werkkamer. Hij is neergeschoten.
- In Family First (seizoen 13, aflevering 24) komt het team erachter dat voormalig teamlid Ziva David is gestorven en dat zij, samen met Tony, een dochter heeft gekregen: Tali. DiNozzo besluit het team te verlaten om voor zijn dochter te zorgen. Trent Kort komt om na van verschillende kanten door het team beschoten te zijn, nadat blijkt dat hij verantwoordelijk is voor Ziva's dood.
- In Rogue (seizoen 14, aflevering 1) worden Alex Quinn en Nick Torres special agent bij NCIS.
- In Philly (seizoen 14, aflevering 5) wordt officier Clayton Reeves geïntroduceerd.
- In Rendezvous (seizoen 14, aflevering 24) besluit Alex Quinn NCIS te verlaten om voor haar zieke moeder te gaan zorgen.
- In Skeleton Crew (seizoen 15, aflevering 4) gaat forensisch psychologe Jack Sloane werken bij NCIS.
- In Ready or Not (seizoen 15, aflevering 9) bevalt McGees vrouw Delilah van een tweeling.
- In Two Steps Back (seizoen 15, aflevering 22) worden Clayton Reeves en Abby aangevallen door een man met een geweer. Als de man Abby wil neerschieten springt Clayton voor Abby, waardoor Clayton de kogel opvangt en sterft. Abby is geschokt en besluit NCIS te verlaten.
- In Destiny's Child (seizoen 16, aflevering 1) gaat forensisch onderzoeker Kasie Hines aan het werk bij NCIS. Ze liep al eerder stage bij Ducky, maar gaat nu Abby vervangen, die het team heeft verlaten.
- In Perennial (seizoen 16, aflevering 19) wordt de dochter van forensisch psychologe Jack Sloane geïntroduceerd. Sloane heeft haar dochter als baby afgestaan, maar bij een schietpartij wordt haar dochter ontdekt als enige getuige.
- In Daughters (seizoen 16, aflevering 24) blijkt special agent Ziva David, waarvan gedacht werd dat ze omgekomen was bij een bomaanslag, toch nog te leven.
- In In The Wind (seizoen 17, aflevering 11) gaat Ziva David terug naar Tony Dinozzo en hun dochter in Parijs.
- In Blarney (seizoen 17, aflevering 19) worden Kasie en Jimmy gegijzeld door een paar overvallers. Uiteindelijk komen ze er zonder kleerscheuren vanaf.
- In The First Day (seizoen 18, aflevering 7) blijkt dat Breena Palmer, de vrouw van Jimmy, is overleden aan de gevolgen van het coronavirus.
- In True Believer (seizoen 18, aflevering 8) besluit forensisch psychologe Jack Sloane tijdens een missie in Afghanistan, om daar te blijven wonen. Daarmee verlaat ze dus NCIS.
- In Winter Chill (seizoen 18, aflevering 9) overlijdt de dochter van Gibbs' beste vriend Tobias Fornell, Emily, aan een overdosis.
- In Watchdog (seizoen 18, aflevering 10) gebruikt Gibbs geweld tegen een dierenbeul. Vance besluit hem voor onbepaalde tijd te schorsen.
- In Rule 91 (seizoen 18, aflevering 16) geeft Eleanor Bishop aan NCIS te verlaten. Ze blijkt al langer een plan te hebben om ergens anders te gaan werken, tot grote verbazing van Nick.
- In Great Wide Open (seizoen 19, aflevering 4) besluit Gibbs in Alaska te blijven en verlaat daarmee definitief NCIS. Gibbs wordt opgevolgd door voormalig FBI-agent Alden Parker.

## Spin-offs
In de tweedelige episode Legend (seizoen 6, afleveringen 22 en 23) gaan Gibbs en McGee naar Los Angeles om daar samen te werken met de NCIS OSP (Office of Special Projects) divisie om een moord op te lossen. In deze twee afleveringen wordt de spin-off van NCIS geïntroduceerd: NCIS: Los Angeles. Later kregen behalve Gibbs en McGee ook Leon Vance, Abby Scutio, Trent Kort en Lee Wuan Kai gastoptredens in deze serie, die uiteindelijk 14 seizoenen zou lopen.
Een tweede spin-off werd wegens tegenvallende reacties direct bij de pilot in 2013 al stopgezet.
In de tweedelige aflevering Crescent City (seizoen 11, afleveringen 18 en 19) introduceerde men een derde spin-off, NCIS: New Orleans, met onder andere Lucas Black, Paige Turco en Scott Bakula. De serie begon haar eerste seizoen gelijktijdig met het twaalfde van NCIS. De pilot-aflevering werd geschreven door Gary Glassberg. Deze serie telt zeven seizoenen.
De vierde spin-off is NCIS: Hawaiʻi. Deze serie telt twee seizoenen en presenteert een vrouwelijke teamleider. Ook de vijfde spin-off, NCIS: Sydney, heeft een vrouwelijke teamleider.
De spin-off NCIS: origins is een prequel en vertelt het verhaal van de beginjaren van Gibbs bij NCIS.